# West Pleasant View
West Pleasant View és una concentració de població designada pel cens dels Estats Units a l'estat de Colorado. Segons el cens del 2000 tenia 3.932 habitants.

## Demografia
Segons el cens del 2000, West Pleasant View tenia 3.932 habitants, 1.606 habitatges, i 941 famílies. La densitat de població era de 1.012,1 habitants per km².
Dels 1.606 habitatges en un 27,3% hi vivien nens de menys de 18 anys, en un 41,3% hi vivien parelles casades, en un 12,3% dones solteres, i en un 41,4% no eren unitats familiars. En el 29,9% dels habitatges hi vivien persones soles el 6,7% de les quals corresponia a persones de 65 anys o més que vivien soles. El nombre mitjà de persones vivint en cada habitatge era de 2,37 i el nombre mitjà de persones que vivien en cada família era de 2,95.
Per edats la població es repartia de la següent manera: un 21,9% tenia menys de 18 anys, un 11,6% entre 18 i 24, un 34,8% entre 25 i 44, un 22,1% de 45 a 60 i un 9,5% 65 anys o més.
L'edat mediana era de 35 anys. Per cada 100 dones de 18 o més anys hi havia 121,5 homes.
La renda mediana per habitatge era de 40.160 $ i la renda mediana per família de 45.000 $. Els homes tenien una renda mediana de 35.929 $ mentre que les dones 27.742 $. La renda per capita de la població era de 19.838 $. Entorn del 7,3% de les famílies i el 10,1% de la població estaven per davall del llindar de pobresa.

## Poblacions més properes
El següent diagrama mostra les poblacions més properes.